# Area naturale marina protetta Isole di Ventotene e Santo Stefano
L'area naturale marina protetta Isole di Ventotene e Santo Stefano è un'area marina protetta istituita nel 1997 situata in provincia di Latina in Lazio, nel mare circostante le isole di Ventotene e Santo Stefano, occupando una superficie di 2.799 ha.

## Storia
L'istituzione (tramite decreto del Ministero dell'ambiente 12/12/1997 G.U. nº 190 del 14.08.1999) risale al maggio del 1999 e dichiara le seguenti finalità:
1. la conservazione delle caratteristiche ecologiche, florovegetazionali, faunistiche, geomorfologiche e naturalistico-ambientali;
2. la gestione degli ecosistemi con modalità idonee a realizzare una integrazione tra uomo e ambiente naturale, anche mediante la salvaguardia di valori antropologici, archeologici, storici e architettonici e delle attività agrosilvopastorali e tradizionali;
3. il restauro ambientale degli ecosistemi degradati;
4. la promozione delle attività compatibili con la conservazione delle risorse naturali della riserva;
5. la realizzazione di programmi di studio e di ricerca scientifica, con particolare riferimento ai caratteri peculiari del territorio;
6. la realizzazione di programmi di educazione ambientale.

## Territorio
L'area di mare protetta è quella con fondale inferiore o uguale a 100m; è divisa in tre zone con protezione diversa.
- Zona A, riserva integrale; corrisponde all'area di mare antistante all'isola di Santo Stefano. In essa è vietata la pesca e la cattura di ogni specie vivente, e inoltre il transito di imbarcazioni e le immersioni subacquee sono consentite solo per scopi scientifici.
- Zona B, riserva generale; corrisponde alla porzione di mare più grande, ma solo circa metà della costa dell'isola di Ventotene. La regolamentazione è simile alla precedente, ma è consentita la navigazione a più di 500m di distanza dalla costa, o anche inferiore per i cittadini di Ventotene, e sono permesse visite guidate e immersioni, purché con autorizzazione esplicita. In ogni caso, le attività non devono alterare l'ambiente marino.
- Zona C, riserva parziale; corrisponde alla restante parte della costa, comprendente ovviamente il porto. In essa sono consentite la navigazione, la pesca, e le immersioni senza autorizzazione; ci sono tuttavia piccole limitazioni.

## Flora
Tra le due isole il fondale è piuttosto basso, e ciò favorisce una flora marina rigogliosa ma comune; le rocce della costa sono ricche di praterie di posidonie. La profondità però cresce rapidamente, e si incontra l'alga monetina di mare e la rosa di mare.

## Fauna
Grazie alla costa molto variegata, con promontori a picco, insenature e spiagge, la fauna marina è ricca e abbondante. Tra le specie sessili ricordiamo il colorato madreporario Astroides calycularis e le numerose gorgonie rosse. Grazie alla presenza di molti anfratti abbonda la fauna di tana: murene, cernie, polpi. Ma vi sono anche occhiate, saraghi, donzelle e bavose.